# Plesiops auritus
Plesiops auritus és una espècie de peix de la família Plesiopidae i de l'ordre dels perciformes.

## Morfologia
Els mascles poden assolir els 7,6 cm de longitud total.

## Distribució geogràfica
Es troba des de Sri Lanka fins a la costa oest de la península de Malaca, la costa oest de Sumatra i Java.